# Goran Grbović
Goran Grbović (Decani-Pec, RFS Yugoslavia, 9 de febrero de 1961) es un exbaloncestista serbio, que ocupaba la posición de alero.

## Clubes
- 1975-80 KK Borac Čačak
- 1981-88 Partizán de Belgrado
- 1988-90 Puleva Granada